# Kúty
Pour les articles homonymes, voir Kouty.
Kúty, prononcé Kouty signifiant « coin, renfoncement » en slovaque (en allemand : Schwarzenfeld oder Kutti) est un village de Slovaquie situé dans la région de Trnava.

## Histoire
La première mention écrite du village date de 1468.

## Démographie

### Évolution de la population
| Année:               | 1994. | 2004.   | 2014.   | 2024.   |
| -------------------- | ----- | ------- | ------- | ------- |
| Nombre de personnes: | 4093  | 4129    | 4053    | 4008    |
| Différence:          |       | +0,87 % | -1,84 % | -1,11 % |

| Année:               | 2023. | 2024.   |
| -------------------- | ----- | ------- |
| Nombre de personnes: | 4012  | 4008    |
| Différence:          |       | -0,09 % |